# Lekkoatletyka na Letnich Igrzyskach Olimpijskich 2024 – bieg na 400 m kobiet
Bieg na 400 metrów kobiet był jedną z konkurencji lekkoatletycznych rozgrywanych podczas igrzysk olimpijskich w Paryżu.
Wystartowało 47 zawodniczek z 32 krajów.

## Terminarz
| Data                          | Godzina |            |
| ----------------------------- | ------- | ---------- |
| Poniedziałek, 5 sierpnia 2024 | 11:55   | Eliminacje |
| Wtorek, 6 sierpnia 2024       | 11:20   | Repasaże   |
| Środa, 7 sierpnia 2024        | 20:45   | Półfinały  |
| Piątek, 9 sierpnia 2024       | 20:00   | Finał      |

## Rekordy
|                   | Zawodnik         | Wynik   | Miejsce  | Data                |
| ----------------- | ---------------- | ------- | -------- | ------------------- |
| Rekord świata     | Marita Koch      | 47,60 s | Canberra | 6 października 1985 |
| Rekord olimpijski | Marie-José Pérec | 48,25   | Atlanta  | 29 lipca 1996       |

## Eliminacje
Rozegrano 6 biegów eliminacyjnych. Do półfinału awansowały 3 pierwsze zawodniczki z każdego biegu. Pozostałe miały możliwość brania udziału w repasażach (z wyjątkiem DQ, DNF, DNS).
Źródło: olympics.com.

### Bieg 1
| Poz. | Zawodniczka               | Reprezentacja     | Czas  | Uwagi |
| ---- | ------------------------- | ----------------- | ----- | ----- |
| 1.   | Salwa Eid Naser           | Bahrajn           | 49,91 | Q     |
| 2.   | Stacey-Ann Williams       | Jamajka           | 50,16 | Q     |
| 3.   | Andrea Miklós             | Rumunia           | 50,54 | Q     |
| 4.   | Gabby Scott               | Portoryko         | 50,74 | NR    |
| 5.   | Kendall Ellis             | Stany Zjednoczone | 51,16 |       |
| 6.   | Sophie Becker             | Irlandia          | 51,84 |       |
| 7.   | Tereza Petržilková        | Czechy            | 51,92 |       |
| 8.   | Modesta Justė Morauskaitė | Litwa             | 52,00 | SB    |

### Bieg 2
| Poz. | Zawodniczka            | Reprezentacja   | Czas  | Uwagi |
| ---- | ---------------------- | --------------- | ----- | ----- |
| 1.   | Nickisha Pryce         | Jamajka         | 50,02 | Q     |
| 2.   | Laviai Nielsen         | Wielka Brytania | 50,36 | Q     |
| 3.   | Henriette Jæger        | Norwegia        | 50,39 | Q     |
| 4.   | Justyna Święty-Ersetic | Polska          | 50,95 | SB    |
| 5.   | Ellie Beer             | Australia       | 51,47 | PB    |
| 6.   | Lina Licona            | Kolumbia        | 51,85 |       |
| 7.   | Zoe Sherar             | Kanada          | 51,97 |       |

### Bieg 3
| Poz. | Zawodniczka      | Reprezentacja   | Czas  | Uwagi |
| ---- | ---------------- | --------------- | ----- | ----- |
| 1.   | Amber Anning     | Wielka Brytania | 49,68 | Q     |
| 2.   | Lieke Klaver     | Holandia        | 49,96 | Q     |
| 3.   | Paola Morán      | Meksyk          | 51,04 | Q     |
| 4.   | Martina Weil     | Chile           | 51,15 |       |
| 5.   | Alice Mangione   | Włochy          | 51,60 |       |
| 6.   | Ella Onojuvwevwo | Nigeria         | 51,65 |       |
| 7.   | Tiffani Marinho  | Brazylia        | 52,62 |       |
| 8.   | Cátia Azevedo    | Portugalia      | 52,73 |       |

### Bieg 4
| Poz. | Zawodniczka         | Reprezentacja   | Czas    | Uwagi     |
| ---- | ------------------- | --------------- | ------- | --------- |
| 1.   | Natalia Kaczmarek   | Polska          | 49,98   | Q         |
| 2.   | Roxana Gómez        | Kuba            | 50,38   | Q         |
| 3.   | Sada Williams       | Barbados        | 50,45   | Q         |
| 4.   | Victoria Ohuruogu   | Wielka Brytania | 50,93   |           |
| 5.   | Gunta Vaičule       | Łotwa           | 51,13   |           |
| 6.   | Helena Ponette      | Belgia          | 51,75   |           |
| 7.   | Shaunae Miller-Uibo | Bahamy          | 2:22,29 |           |
| –    | Esther Joseph       | Nigeria         | DQ      | TR 17.2.3 |

### Bieg 5
| Poz. | Zawodniczka          | Reprezentacja     | Czas  | Uwagi |
| ---- | -------------------- | ----------------- | ----- | ----- |
| 1.   | Marileidy Paulino    | Dominikana        | 49,42 | Q     |
| 2.   | Aaliyah Butler       | Stany Zjednoczone | 50,52 | Q     |
| 3.   | Susanne Gogl-Walli   | Austria           | 50,67 | Q     |
| 4.   | Sharlene Mawdsley    | Irlandia          | 50,71 | PB    |
| 5.   | Aliyah Abrams        | Gujana            | 51,55 | SB    |
| 6.   | Lurdes Gloria Manuel | Czechy            | 52,20 |       |
| 7.   | Pahal Kiran          | Indie             | 52,51 |       |
| 8.   | Cynthia Bolingo      | Belgia            | 52,77 | SB    |

### Bieg 6
| Poz. | Zawodniczka       | Reprezentacja     | Czas  | Uwagi   |
| ---- | ----------------- | ----------------- | ----- | ------- |
| 1.   | Rhasidat Adeleke  | Irlandia          | 50,09 | Q       |
| 2.   | Alexis Holmes     | Stany Zjednoczone | 50,35 | Q       |
| 3.   | Junelle Bromfield | Jamajka           | 51,36 | Q       |
| 4.   | Miranda Coetzee   | Południowa Afryka | 51,58 |         |
| 5.   | Lada Vondrová     | Czechy            | 51,80 |         |
| 6.   | Lauren Gale       | Kanada            | 53,13 |         |
| 7.   | Evelis Aguilar    | Kolumbia          | 53,36 |         |
| –    | Nicole Caicedo    | Ekwador           | DQ    | TR 16.8 |

## Repasaże
Do półfinału awansowała pierwsza zawodniczka z każdego biegu oraz dwie z najlepszymi czasami.
Źródło: olympics.com.

### Bieg 1
| Poz. | Zawodniczka            | Reprezentacja | Czas  | Uwagi |
| ---- | ---------------------- | ------------- | ----- | ----- |
| 1.   | Ella Onojuvwevwo       | Nigeria       | 50,59 | Q     |
| 2.   | Justyna Święty-Ersetic | Polska        | 50,89 | SB    |
| 3.   | Sharlene Mawdsley      | Irlandia      | 51,18 |       |
| 4.   | Tereza Petržilková     | Czechy        | 51,46 | SB    |
| 5.   | Aliyah Abrams          | Gujana        | 51,84 |       |
| 6.   | Pahal Kiran            | Indie         | 52,59 |       |

### Bieg 2
| Poz. | Zawodniczka               | Reprezentacja     | Czas  | Uwagi |
| ---- | ------------------------- | ----------------- | ----- | ----- |
| 1.   | Gabby Scott               | Portoryko         | 50,52 | Q     |
| 2.   | Miranda Coetzee           | Południowa Afryka | 50,66 | q     |
| 3.   | Lurdes Gloria Manuel      | Czechy            | 50,81 | q     |
| 4.   | Modesta Justė Morauskaitė | Litwa             | 51,33 | SB    |
| 5.   | Helena Ponette            | Belgia            | 51,46 | PB    |
| 6.   | Martina Weil              | Chile             | 51,79 |       |
| 7.   | Shaunae Miller-Uibo       | Bahamy            | 53,50 |       |

### Bieg 3
| Poz. | Zawodniczka       | Reprezentacja   | Czas  | Uwagi |
| ---- | ----------------- | --------------- | ----- | ----- |
| 1.   | Victoria Ohuruogu | Wielka Brytania | 50,59 | Q     |
| 2.   | Gunta Vaičule     | Łotwa           | 50,93 |       |
| 3.   | Alice Mangione    | Włochy          | 51,07 | PB    |
| 4.   | Ellie Beer        | Australia       | 51,65 |       |
| 5.   | Cátia Azevedo     | Portugalia      | 52,04 | SB    |
| 6.   | Lauren Gale       | Kanada          | 52,68 |       |
| 7.   | Evelis Aguilar    | Kolumbia        | 52,86 | SB    |

### Bieg 4
| Poz. | Zawodniczka     | Reprezentacja     | Czas  | Uwagi |
| ---- | --------------- | ----------------- | ----- | ----- |
| 1.   | Kendall Ellis   | Stany Zjednoczone | 50,44 | Q     |
| 2.   | Sophie Becker   | Irlandia          | 51,28 |       |
| 3.   | Zoe Sherar      | Kanada            | 51,43 |       |
| 4.   | Lina Licona     | Kolumbia          | 51,90 |       |
| 5.   | Lada Vondrová   | Czechy            | 52,15 |       |
| 6.   | Tiffani Marinho | Brazylia          | 52,32 |       |
| –    | Cynthia Bolingo | Belgia            | DNS   |       |

## Półfinały
Do finału awansowały dwie pierwsze zawodniczki z każdego biegu oraz dwie z najlepszymi czasami.
Źródło: olympics.com

### Bieg 1
| Poz. | Zawodniczka       | Reprezentacja     | Czas  | Uwagi |
| ---- | ----------------- | ----------------- | ----- | ----- |
| 1.   | Salwa Eid Naser   | Bahrajn           | 49,08 | Q     |
| 2.   | Rhasidat Adeleke  | Irlandia          | 49,95 | Q     |
| 3.   | Henriette Jæger   | Norwegia          | 50,17 | q     |
| 4.   | Lieke Klaver      | Holandia          | 50,44 |       |
| 5.   | Victoria Ohuruogu | Wielka Brytania   | 51,14 |       |
| 6.   | Aaliyah Butler    | Stany Zjednoczone | 51,18 |       |
| 7.   | Gabby Scott       | Portoryko         | 51,52 |       |
| 8.   | Junelle Bromfield | Jamajka           | 51,93 |       |

### Bieg 2
| Poz. | Zawodniczka          | Reprezentacja     | Czas  | Uwagi |
| ---- | -------------------- | ----------------- | ----- | ----- |
| 1.   | Marileidy Paulino    | Dominikana        | 49,21 | Q     |
| 2.   | Alexis Holmes        | Stany Zjednoczone | 50,00 | Q     |
| 3.   | Laviai Nielsen       | Wielka Brytania   | 50,69 |       |
| 4.   | Nickisha Pryce       | Jamajka           | 50,77 |       |
| 5.   | Andrea Miklós        | Rumunia           | 50,78 |       |
| 6.   | Ella Onojuvwevwo     | Nigeria           | 51,05 |       |
| 7.   | Susanne Gogl-Walli   | Austria           | 51,17 |       |
| 8.   | Lurdes Gloria Manuel | Czechy            | 51,42 |       |

### Bieg 3
| Poz. | Zawodniczka         | Reprezentacja     | Czas  | Uwagi |
| ---- | ------------------- | ----------------- | ----- | ----- |
| 1.   | Natalia Kaczmarek   | Polska            | 49,45 | Q     |
| 2.   | Amber Anning        | Wielka Brytania   | 49,47 | Q     |
| 3.   | Sada Williams       | Barbados          | 49,89 | q     |
| 4.   | Kendall Ellis       | Stany Zjednoczone | 50,40 |       |
| 5.   | Roxana Gómez        | Kuba              | 50,48 |       |
| 6.   | Paola Morán         | Meksyk            | 50,73 |       |
| 7.   | Stacey-Ann Williams | Jamajka           | 50,79 |       |
| 8.   | Miranda Coetzee     | Południowa Afryka | 51,60 |       |

## Finał
Źródło: olympics.com
| Poz. | Zawodniczka       | Reprezentacja     | Czas  | Uwagi   |
| ---- | ----------------- | ----------------- | ----- | ------- |
| 1.   | Marileidy Paulino | Dominikana        | 48,17 | OR · AR |
| 2.   | Salwa Eid Naser   | Bahrajn           | 48,53 | SB      |
| 3.   | Natalia Kaczmarek | Polska            | 48,98 |         |
| 4.   | Rhasidat Adeleke  | Irlandia          | 49,28 |         |
| 5.   | Amber Anning      | Wielka Brytania   | 49,29 | NR      |
| 6.   | Alexis Holmes     | Stany Zjednoczone | 49,77 | PB      |
| 7.   | Sada Williams     | Barbados          | 49,83 |         |
| 8.   | Henriette Jæger   | Norwegia          | 49,96 |         |